# Interoperabilita železničního systému v Evropské unii
Interoperabilita železničního systému v Evropské unii spočívá v úpravách železničního systému EU tak, aby byl schopen umožnit bezpečný a nepřerušovaný provoz vlaků dosahujících stanovených úrovní výkonnosti. Základním dokumentem EU pro interoperabilitu je Směrnice Evropského parlamentu a Rady (EU) 2016/797 o interoperabilitě železničního systému v Evropské unii. V praxi takto definovaná interoperabilita například znamená, že je možné jedno drážní vozidlo s jedním strojvedoucím díky harmonizaci pravidel provozovat napříč železničním systémem Evropské unie pod dohledem jednotného vlakového zabezpečovacího zařízení ETCS. Pro realizaci této praxe však musí dojít k úpravám nejen na straně drážních vozidel, ale i k investicím do traťové části zabezpečovacího zařízení.

## Související pojmy
Interoperabilita je schopnost železničního systému umožnit bezpečný a nepřerušovaný provoz vlaků dosahujících stanovených úrovní výkonnosti.
Prvky interoperability jsou veškeré základní konstrukční části, skupiny konstrukčních částí, podsestavy nebo úplné sestavy zařízení, které jsou nebo v budoucnu mají být zahrnuty do strukturální nebo funkční části železničního systému Evropské unie (subsystému) a na nichž přímo nebo nepřímo závisí interoperabilita železničního systému, včetně hmotných i nehmotných předmětů.
Technická specifikace je dokument, jenž předepisuje technické požadavky, které má výrobek, subsystém, postup nebo služba splňovat.
Z uvedeného lze vyvodit, že:
Technická specifikace pro interoperabilitu (TSI) je dokument, jenž předepisuje technické požadavky, které má výrobek, subsystém, postup nebo služba v železničním systému splňovat, aby byla naplněna jeho schopnost umožnit bezpečný a nepřerušovaný provoz vlaků dosahujících stanovených úrovní výkonnosti.
Vypracováním TSI a jejich změnami je Evropskou komisí pověřena Evropská železniční agentura (ERA). Ta určuje základní parametry pro TSI a na základě těchto vypracovává návrh TSI.
TSI jsou zveřejňovány formou nařízení komise EU. Změny pak formou prováděcích nařízení komise EU.

## Nástroje k dosažení interoperability
Překážkami k interoperabilnímu železničnímu systému jsou kromě rozdílného rozchodu koleje v zemích EU (v pobaltských republikách, Finsku, Španělsku, Portugalsku a Irsku je dominantní široký rozchod koleje) hlavně odlišné národní vlakové zabezpečovače. V zemích EU funguje více než 20 systémů vlakového zabezpečovače, často vzájemně nekompatibilních. Pro přeshraniční provoz lokomotiv tak zjednodušeně řečeno platí, že pro každý stát, ve kterém má být dané drážní vozidlo provozováno, musí být vybaveno národním vlakovým zabezpečovačem. Současně také strojvedoucí musí znát obsluhu národních vlakových zabezpečovačů.
Zatímco v případě rozchodu koleje lze zkonstruovat podvozky drážních vozidel tak, že je jejich rozchod nastavitelný, v případě vlakových zabezpečovačů definovala Evropská komise strategii nazvanou European Rail Traffic Management System (ERTMS). Tato strategie má dvě základní součásti. Evropský vlakový zabezpečovač (ETCS) a mobilní telefonní síť pro železnice (GSM-R). Cílem je v zemích Evropské unie používat systém jednotného vlakového zabezpečovače (ETCS), jehož funkční součástí je i síť GSM-R.

## Legislativa

### Směrnice EU 2016/797
Směrnice stanovuje podmínky, které je třeba splnit pro dosažení interoperability v železničním systému Unie, s cílem vymezit optimální úroveň technické harmonizace, usnadnit, zlepšit a rozvíjet služby železniční dopravy v Unii a se třetími zeměmi a přispět k dokončení jednotného evropského železničního prostoru a postupného dosažení jednotného trhu.
Podmínky stanovené směrnicí se týkají navrhování, výroby, výstavby, uvedení do provozu, modernizace, obnovy, provozování a údržby součástí systému a rovněž odborné způsobilosti, ochrany zdraví a bezpečnosti zaměstnanců, kteří se podílejí na provozu a údržbě tohoto systému.
Směrnice se nevztahuje na:
1. metro;
2. tramvaje a městská kolejová vozidla a na infrastrukturu, kterou využívají výhradně tato vozidla;
3. sítě, které jsou funkčně oddělené od zbytku železničního systému Unie a jsou určeny pouze pro provozování místní, městské nebo příměstské osobní dopravy, a na podniky využívající výhradně tyto sítě.

Členské státy EU dále mohou v odůvodněných případech udělit další výjimky z opatření, např. v případě splítky, nebo vlakotramvaje.
Členské státy EU musí přijmout veškerá nezbytná opatření, aby prvky interoperability byly:
- uvedeny na trh pouze v případě, že umožňují dosažení interoperability železničního systému Evropské unie a přitom vyhovují základním požadavkům;
- určeným způsobem využívány v oblastech svého použití a byly řádně instalovány a udržovány.

## Strukturální a funkční subsystémy
Ve smyslu směrnice EU 2016/797 jsou subsystémy definovány jako strukturální nebo funkční části železničního systému Evropské unie uvedené v příloze II. dané směrnice. Pro takto definované subsystémy je zažito pojmenování s přívlastky: Strukturální subsystém, Funkční subsystém. To má praktický význam, protože nejde o stejné subsystémy, které popisují jednotlivé technické specifikace pro interoperabilitu (TSI). V případě TSI je užíváno pojmenování „subsystém“ bez přívlastku.
Strukturální subsystém se dále dělí do oblastí:
- infrastruktura
- energie
- traťové řízení a zabezpečení
- palubní řízení a zabezpečení
- kolejová vozidla

Funkční subsystém se dělí do oblastí:
- provoz a řízení dopravy
- údržba
- využití telematiky v osobní a nákladní dopravě

Neplatí, že pro každý funkční nebo strukturální subsystém musí být samostatná TSI. Například pro strukturální subsystémy traťové řízení a zabezpečení a palubní řízení a zabezpečení existuje jedna TSI (TSI CCS plynoucí z nařízení komise EU 2016/919).

### Strukturální subsystém Infrastruktura
Zahrnuje trať, výhybky, úrovňová křížení tratí, inženýrské stavby (mosty, tunely atd.), se železnicí související staniční prvky (včetně vstupů, nástupišť, přístupových cest, zóny služeb, toalet a informačních systémů, jakož i jejich funkcí týkajících se přístupnosti pro osoby se zdravotním postižením a osoby s omezenou schopností pohybu a orientace), bezpečnostní a ochranná zařízení.

### Strukturální subsystém Energie
Zahrnuje trakční proudovou soustavu, včetně trakčního vedení a traťové části systému měření spotřeby elektřiny a zpoplatnění.

### Strukturální subsystém Traťové řízení a zabezpečení
Zahrnuje všechna traťová zařízení nezbytná k zajištění bezpečnosti, řízení a kontroly pohybu vlaků oprávněných k provozu v síti.

### Strukturální subsystém Palubní řízení a zabezpečení
Zahrnuje všechna palubní zařízení nezbytná k zajištění bezpečnosti a k řízení a kontrole pohybu vlaků oprávněných k provozu v síti.

### Funkční subsystém Provoz a řízení dopravy
Zahrnuje postupy a související zařízení umožňující souvislý provoz různých strukturálních subsystémů jak během normálního, tak zhoršeného provozu, včetně zejména řazení a řízení vlaků, plánování a řízení provozu.
Dále stanovuje odbornou způsobilost, která může být vyžadována pro provádění jakéhokoli typu služeb železniční dopravy.

### Funkční subsystém Využití telematiky
Tento subsystém skládá ze dvou prvků:
1. využití telematiky v osobní dopravě, včetně systémů poskytujících cestujícím informace před cestou a v průběhu cesty, rezervačních a platebních systémů, odbavování zavazadel, zabezpečování spojení mezi vlaky a mezi železniční dopravou a jinými druhy dopravy;
2. využití telematiky v nákladní dopravě, včetně informačních systémů (sledování nákladů a vlaků v reálném čase), systémů seřaďování a přidělování, rezervačních, platebních a fakturačních systémů, zabezpečování spojení s jinými druhy dopravy a pořizování elektronických průvodních dokumentů.

### Strukturální subsystém Kolejová vozidla
Zahrnuje požadavky na skříň vozidla, systém řízení a zabezpečení všech vlakových zařízení, sběrače proudu, hnací vozidla a agregáty na přeměnu energie, palubní vybavení pro měření spotřeby elektřiny a zpoplatnění, brzdové, spřáhlové a pojezdové ústrojí (podvozky, nápravy atd.) a zavěšení, dveře, rozhraní člověk/stroj (strojvedoucí, doprovod vlaku a cestující, včetně funkcí týkajících se přístupnosti pro osoby se zdravotním postižením a osoby s omezenou schopností pohybu a orientace), pasivní a aktivní bezpečnostní zařízení a zařízení nezbytná pro ochranu zdraví cestujících a doprovodu vlaku.

### Funkční subsystém Údržba
Zahrnuje postupy, související zařízení, logistická střediska pro údržbu a rezervy umožňující povinné opravné práce a preventivní údržbu k zajištění interoperability železničního systému Unie a k zaručení požadované výkonnosti.